# 楊燭
楊燭，順天府固安縣（今河北省固安縣）人，中國清朝官員。
楊燭為雍正八年（1730年）庚戌科三甲進士。歷任山西繁峙縣、陽曲縣、夏縣、河南扶溝縣、山東單縣、費縣、棲霞縣等地知縣。

## 外部連結
- 與楊燭有關的民間故事，流傳於山東費縣：乾隆皇帝过祊河 （页面存档备份，存于）